# 단행본

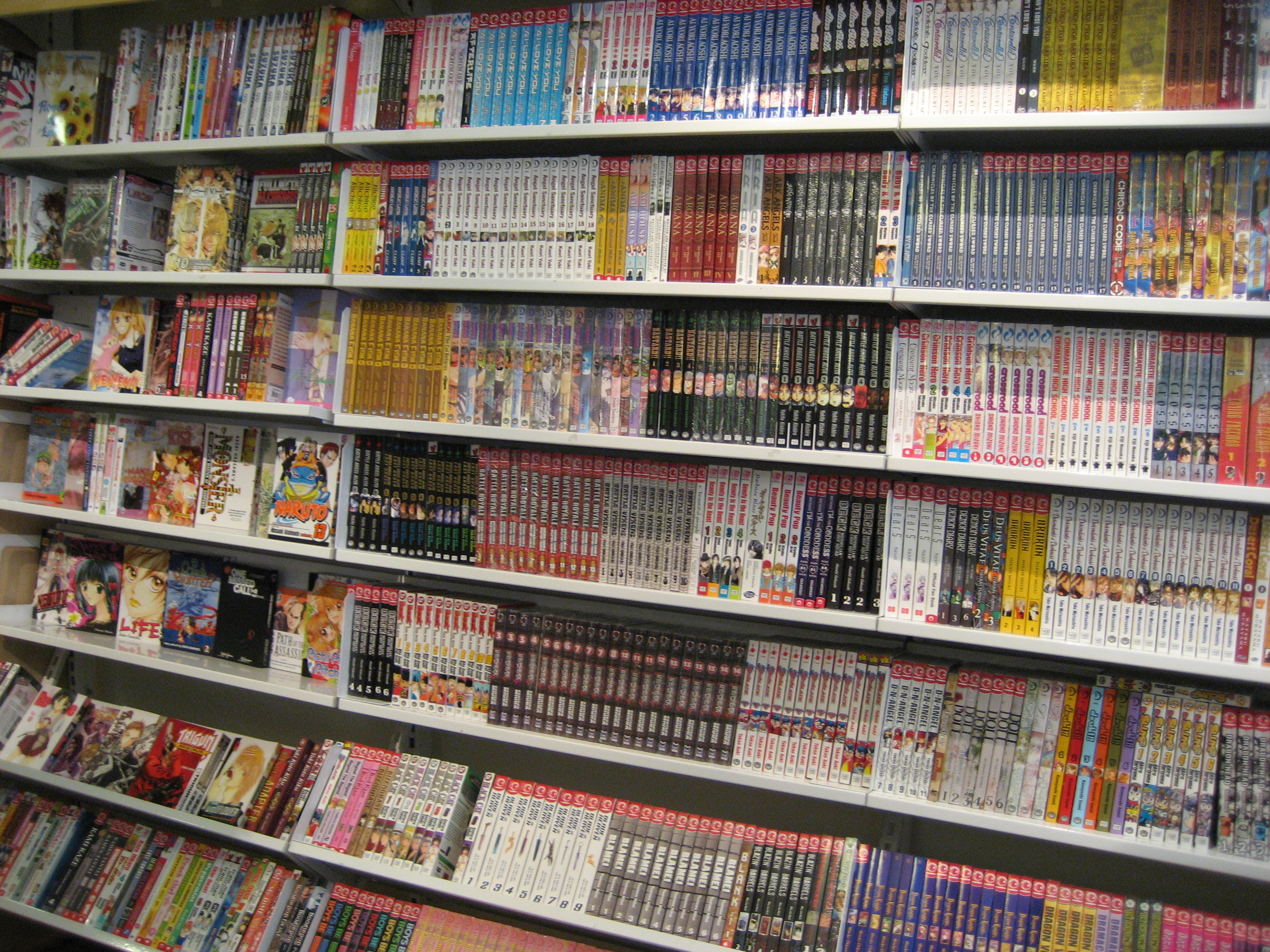
다양한 만화 단행본 시리즈가 걸려있는 선반

단행본(單行本, 일본어: 単行本 단코본[*])이란 한 번의 출판으로 완결된 책을 말한다.

## 해설
일본 출판계에서 만든 용어로, 잡지나 시리즈와의 구별을 위해 만들었다. 현재 대한민국과 중국, 중화민국의 출판계에서도 쓰이고 있다. 인터넷 서점의 카탈로그 등에서 상품의 이름 옆에 표기하는 것이 일반적이다.

## 같이 보기
- 극화
- 모노그래프(monograph)